# 秋津島 (小惑星)
秋津島 (10727 Akitsushima) とは、小惑星帯にある小惑星の1つ。
1987年2月25日に新島恒男と浦田武によって発見された。名前は日本の古名である秋津島に因む。